# Municipio de Pipe Creek (condado de Miami)
El municipio de Pipe Creek (en inglés: Pipe Creek Township) es un municipio ubicado en el condado de Miami en el estado estadounidense de Indiana. En el año 2010 tenía una población de 6294 habitantes y una densidad poblacional de 94,97 personas por km².

## Geografía
El municipio de Pipe Creek se encuentra ubicado en las coordenadas 40°41′43″N 86°7′55″O / 40.69528, -86.13194. Según la Oficina del Censo de los Estados Unidos, el municipio tiene una superficie total de 66.27 km², de la cual 65,6 km² corresponden a tierra firme y (1,02 %) 0,68 km² es agua.

## Demografía
Según el censo de 2010, había 6294 personas residiendo en el municipio de Pipe Creek. La densidad de población era de 94,97 hab./km². De los 6294 habitantes, el municipio de Pipe Creek estaba compuesto por el 92,2 % blancos, el 2,59 % eran afroamericanos, el 0,83 % eran amerindios, el 0,75 % eran asiáticos, el 1,16 % eran de otras razas y el 2,48 % eran de una mezcla de razas. Del total de la población el 3,29 % eran hispanos o latinos de cualquier raza.